# Peter Nöcker
Peter Nöcker (ur. 30 kwietnia 1928 roku w Düsseldorfie, zm. 7 października 2007 roku w Meerbusch) – niemiecki kierowca wyścigowy.

## Kariera
Nöcker rozpoczął karierę w międzynarodowych wyścigach samochodowych w 1963 roku od startów w World Sportscar Championship w samochodzie Porsche. W tym samym roku był jedenasty w Sveriges Grand Prix. W późniejszych latach Niemiec pojawiał się także w stawce European Touring Car Championship oraz 24-godzinnego wyścigu Le Mans, gdzie odniósł zwycięstwo w klasie P 2.0 w 1965 roku.